# Чебаккы
Чебаккы (устар. Чебат-Кы) — река в России, протекает по территории Ямало-Ненецкого автономного округа в западной части Красноселькупского района.

## Гидрология
Длина реки составляет 36 км.
Берёт начало из небольшого болотного озера на высоте 56 метров над уровнем моря. От истока до впадения правого притока из озёр Нярыльтольмы генеральным направлением течения является юго-запад, затем — юг, юго-восток. На всём протяжении протекает по болотной местности (большей частью у западной окраины болота Мотылькыльняры). В низовье скорость течения составляет 0,2 м/с, около впадения притока из озёр Нярыльтольмы ширина русла достигает 25 м, глубина — 1 м. Впадает в крупнейшее озеро Красноселькупского района — Чёртово с северной стороны на высоте 33 м над уровнем моря.
Снеговое питание существенно преобладает над дождевым, которое тем не менее превышает подземное. В весеннее половодье сток почти полностью обеспечивается за счёт талых снежных вод.
По химическому составу воды Чебаккы, как и остальные реки бассейна Таза, относятся к гидрокарбонатному классу с максимальной минерализацией до 200 мг/л, которая достигается в период летней межени. Слабая степень минерализации напрямую связана с климатическими особенностями, такими как: обилие осадков, малое испарение, низкие температуры воздуха; и присутствием многолетнемёрзлых пород, которые ограничивают приток более минерализованных грунтовых вод.

## Население
Ближайшим населённым пунктом является фактория Засольная, которая расположена примерно в 20 км восточнее устья Чебаккы.

## Данные водного реестра
По данным государственного водного реестра России относится к Нижнеобскому бассейновому округу, водохозяйственный участок реки — Таз. Речной бассейн реки — Таз.